# Митте (район Берлина)
Берли́н-Ми́тте (нем. Berlin-Mitte, дословно — «Берлин-Центр») — район в составе одноимённого административного округа Берлина. Полностью совпадает с округом, существовавшим в 1920—2000 годы.
Район охватывает в основном всю историческую часть столицы Германии, где находятся многие достопримечательности города. На территории районов Митте и Тиргартена располагаются все учреждения бундестага, бундесрата и федерального правительства, а также большинство посольств.
До административной реформы 2001 года район Митте являлся самостоятельным административным округом, а современный округ Митте образовался в результате слияния старых округов Митте, Тиргартена и Веддинга.

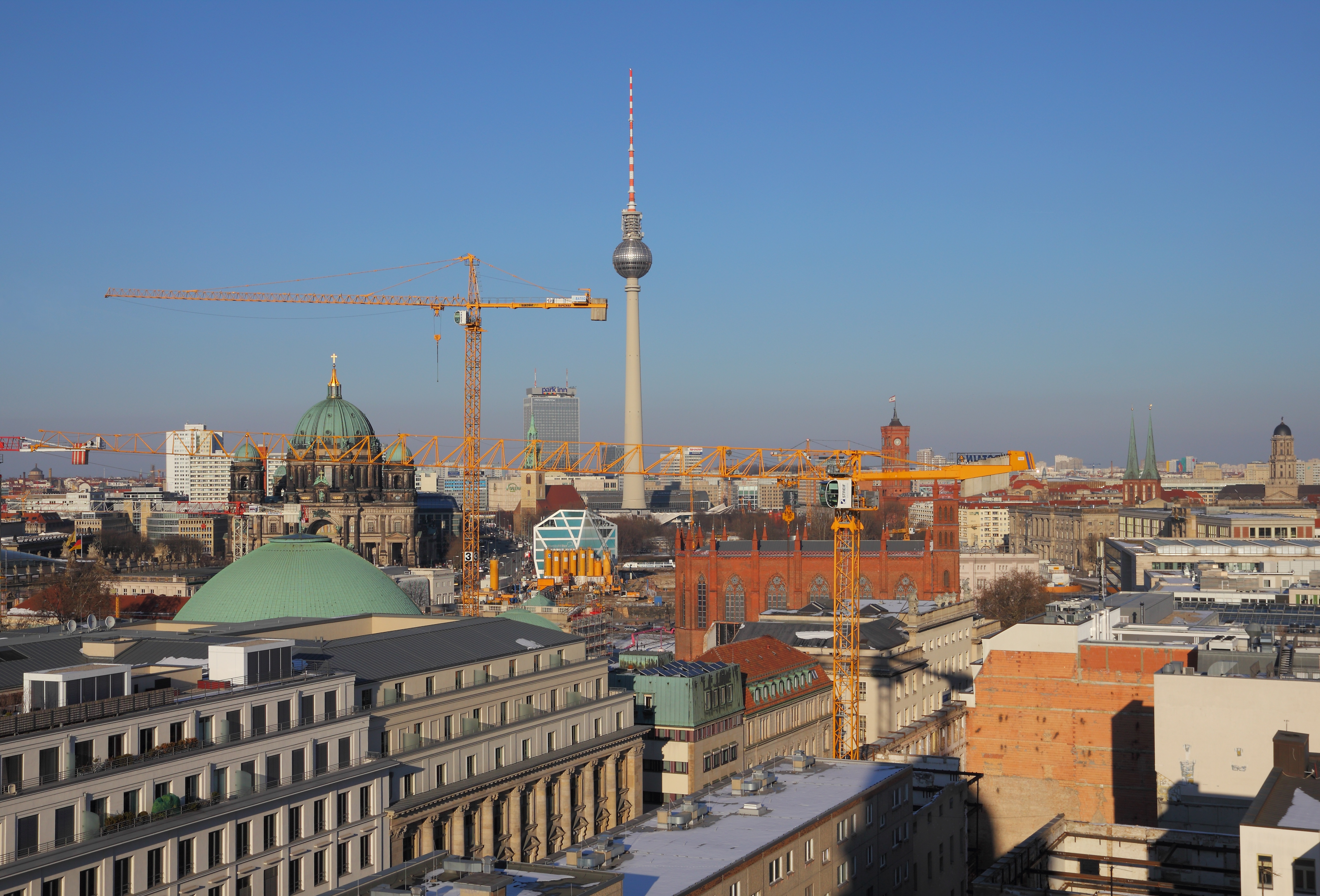
Вид на Митте с Французского собора. Видны Берлинский кафедральный собор, телебашня и Красная ратуша.

## Достопримечательности
- Памятник Александру фон Гумбольдту (Берлин)